# Обсада на Варшава
Обсадата на Варшава от 8 – 28 септември 1939 година е битка при град Варшава през Полската кампания на Втората световна война.
Тя е предшествана от бомбардировки на военновъздушните сили на Германия, започнали още с началото на войната на 1 септември. На 8 септември германските сухопътни сили достигат града, но са спрени от армията на Полша, поради което го обсаждат. След триседмична съпротива полският гарнизон се предава.